# Brokig majbagge
Brokig majbagge (Meloe variegatus) är en skalbaggsart som beskrevs av Donovan 1793. Brokig majbagge ingår i släktet Meloe, och familjen oljebaggar. Enligt den svenska rödlistan är arten nationellt utdöd i Sverige. . Arten har tidigare förekommit i Götaland men är numera lokalt utdöd. Artens livsmiljö är jordbrukslandskap.